# Fatoumata Coulibaly
Somé Fatoumata Coulibaly nacida en Bamako, a finales de la década de 1950 es una actriz, directora de cine, periodista y activista contra la mutilación genital femenina maliense. 

## Biografía
Descendiente de Koumi Djossé, guerrero bambara que tuvo que dejar Ségou a causa de la guerra e instalarse en Banan, en el Bougouni, Fatoumata.  En su familia hay también artistas músicos en varias generaciones. Su abuela Bazéko Traoré era una cantante que actuaba en fiestas culturales, muy conocida en la región de Sikasso, de donde procede.
Tras estudiar secundaria aprendió dactilografía y contabilidad y tras un curso por correspondencia de la UNECO de París que formaba a encargados de prensa logró una beca para estudiar informática en París, con el apoyo de su padre, militar.  En 1978 regresó a Malí con el objetivo de trabajar en Air Mali o en la radio nacional. Baba Diarra, en la época ministro de Planificación le ayudará a obtener un puesto en Radio Malí como secretaria de dirección de programas cuando tenía 23 años. Dos años después realizó una prueba como presentadora y empezó a formarse debutando en programas como "Ménage en musique", se desplazará sobre el terreno para realizar reportajes sobre temas sociales en el mundo rural para el programa "Sahel verde" y pocos meses después tomó las riendas de un programa diario de máxima audiencia difundido en directo de 8 a 10 de la mañana con Mory Soumano y Seydou Touré.
En 1983 cuando nació la televisión en Malí empezó a trabajar como presentadora conduciendo con Amy Sow un programa de recetas culinarias y un programa sobre salud dedicado a las mujeres, además de continuar trabajando en radio con Badji Touré.
Se formó como realizadora y guionista en Francia, Malí, Burkina Faso y Costa de Marfil.
En 1993 escribió una obra teatral y se la mostró al realizador Ousmane Sow quien le aconsejó el contacto con Cheick Oumar Sissoko, director por aquel entonces del Centro Nacional Cinematográfico (Cncm) quien le apoyó para transformarlo en cine.
En la radio trabajó en una obra teatral radiofónica que logró del premio RFI titulada "Islam tempête" junto a la actriz Maimouna Hélène Diarra. 
Realizó su primer papel como actriz en una película en Falato de Feu Djibril Kouyaté en la que interpretaba el papel de "mala". El realizador le confesó que la veía en un papel de comediante. Su siguiente trabajo fue en 1995 con "Guimba, un tyran une époque" dirigida por Sidi Diabaté, realizador del centro nacional de cinematografía de Malí.
En 1999 Ngolo dit papi  sobre los niños de la calle por el que recibió el premio de la cooperación francesa en el Festival de Cine y Televisión Panafricano de Uagadugú.
Posteriormente realiza varios documentales, entre ellos "La Quête violée" sobre los alumnos de las escuelas coránicas y "Le Combat de Lalla" sobre la prostitución oculta.
Durante su trayectoria no abandonó su trabajo en la radio y en 2005 continuaba produciendo y participando en emisiones en la televisión de Malí: un programa sobre la salud dedicado a las mujeres.
En 2013 creó la organización "Don Nata" (El Futuro) que ella dirige junto a Feue Gandoura Cissé, la vicepresidenta. Su sede está en el Museo de Bamako para apoyar el trabajo en arte de jóvenes creadores.

## Activista contra la mutilación genital
Coulibaly es un referente internacional como activista en la lucha contra la mutilación genital femenina que ella misma y su hija han sufrido en un país, Malí, en el que el 90 % de las mujeres son mutiladas. Es Presidenta de la asociación "BAZEKO" ("bienestar"), además de colaborar habitualmente con las organizaciones AMSOPT  (Asociación maliense para el seguimiento y la orientación de prácticas tradicionales) y APDF. Con frecuencia participa en las giras de sensibilización en el mundo rural. 
Empezó su activismo cuando a principios de 1990 empezó a realizar reportajes para la radio sobre la situación en el mundo rural, encontrándose casos de niñas que habían muerto desangradas tras haber sido mutiladas. En 2002 apoyó la creación de un Centro Nacional de lucha contra la escisión" en Malí.
En 2004 asumió el papel de Collé Ardo en la película Moolaadé (Protección) dirigida por el senegalés Ousmane Sembene, en la que encarna a una mujer que inicia una pequeña revolución en el pueblo en el que vive cuando acoge a cuatro niñas que están a punto de sufrir la mutilación, un personaje que es muy similar al activismo que mantiene en su vida cotidiana. La película se rodó en Burkina Fasso. El papel le dio proyección internacional más allá del continente africano.

Desde que soy pequeña he visto a niñas morir a consecuencia de las hemorragias causadas por la mutilación genital. Estas muertes se atribuían a los brujos, devoradores de seres humanos. Muchas mujeres que han sufrido la MGF tienen problemas cuando hacen el amor con sus maridos, porque les duele. Algunas también tienen problemas en el parto. En algunos casos, un quiste crece en lugar del clítoris seccionado. La mutilación genital es una traba a la vida de la mujer. A los problemas de salud que sufren muchas mujeres mutiladas genitalmente se le suma la imposibilidad de alcanzar la plenitud en sus hogares. Mi implicación se debe ante todo a que soy mujer, madre de familia, comunicadora. Mi papel consiste en sensibilizar e informar, de modo que las mujeres puedan saber que la mutilación genital es un mal. Luego, los hombres también deberán entender que esto no es bueno...
Fatoumata Coulibaly 

## Filmografía

### Como actriz
- Falato
- 1995 Guimba, un tyran une époque dirigida por Sidi Diabaté
- 1998 Afrodita, el jardín de los perfumes dirigida por Pablo César
- 2004 Moolaadé (Protección) dirigida por Ousmane Sembene
- 2011 Un pas en avant - Les dessous de la corruption  dirigida por Sylvestre Amoussou (Madame Missébo)[6]
- 2012 Tourbillon à Bamako dirigida por Dominique Philippe
- 2012 Voyage des pierres (corto)

### Como directora
- 1999 Ngolo dit papi (Burkina Faso)

## Premios y reconocimientos
- 1999 Premio de la Cooperación Francesa en el Festival de Cine y Televisión Panafricano de Uagadugú por Ngolo di papa (1999)[7]
- 2005 Premio Mejor actriz en el Cinemanila International Film Festival por Moolaadé (2004)
- 2005 Nominada para el Chlotrudis Award como mejor actriz por Moolaadé (2004)